# Yōji Yamada

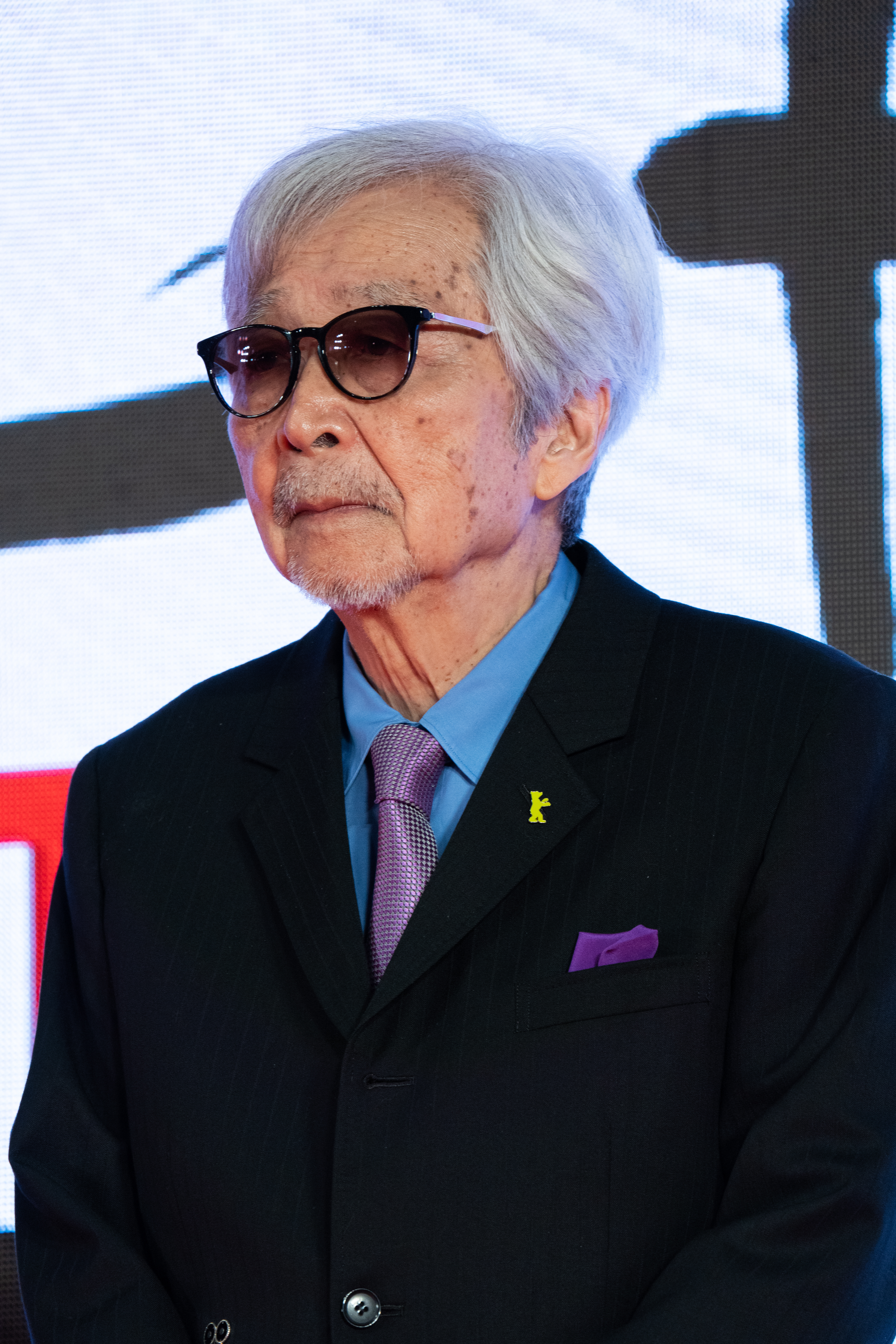
Yōji Yamada auf dem Tokyo International Film Festival 2019.

Yōji Yamada (japanisch 山田 洋次 Yamada Yōji; * 13. September 1931 in Toyonaka, Osaka) ist ein japanischer Filmregisseur und Drehbuchautor. Er ist für über 80 Film- und Fernsehproduktionen verantwortlich.

## Biographie
Yamada studierte bis 1954 Rechtswissenschaft in Tokio, ehe er über Umwege zum Film kam. Er begann als Drehbuchautor und Regieassistent bei der renommierten japanischen Filmgesellschaft Shōchiku; 1961 folgte die erste Regietätigkeit für einen Film. Von 1969 bis 1996 drehte er die 48 Filme der japanischen Komödien-Reihe „Otoko wa tsurai yo“ („Es ist nicht leicht, ein Mann zu sein“) mit dem Hauptcharakter Kuruma Torajirō, genannt „Tora-san“, die heute zu den erfolgreichsten Kinofilmreihen der Filmgeschichte in Japan gehört. Yamada führte bei 46 der Produktionen Regie, bei den Episoden drei und vier steuerte er nur das Drehbuch bei.

## Samurai-Trilogie
Außerhalb Japans wurde Yamada vor allem mit seiner "Samurai-Trilogie" bekannt, die die Situation der Samurai zur Zeit der Bakumatsu beleuchtet und die nur ein geringes Gewicht auf Kampfszenen legen. Gleichwohl sind sie dem Genre des Jidai-geki zugehörig. Die Trilogie besteht aus den Filmen:
- 2002: Samurai in der Dämmerung (Tasogare Seibei)
- 2004: Das verborgene Schwert (Kakushi Ken: Oni no Tsume)
- 2006: Love and Honor – Bushi no ichibun (Bushi no ichibun)

Alle drei Filme nahmen am Wettbewerb der Berlinale im genannten Jahr teil.

## Auszeichnungen
Neben zahlreichen nationalen wie auch internationalen Preisen erhielten seine Filme vier Einladungen in den Wettbewerb um den Goldenen Bären. 2004 wurde sein Film Samurai in der Dämmerung für den Oscar in der Kategorie Bester fremdsprachiger Film nominiert. Bei den 60. Filmfestspielen von Berlin 2010 erhielt Yamada die Berlinale Kamera. 2004 wurde er als Person mit besonderen kulturellen Verdiensten geehrt, 2012 wurde er mit dem Kulturorden ausgezeichnet.
Im April 2007 erhielt er eine Gastprofessur an der Ritsumeikan-Universität.

## Filmografie (Auswahl)
- 1970: Kazoku
- 1972: Zurück von der See (Furusato)
- 1975: Bei aller Liebe – keine Heirat! (Otoko wa tsurai yo: Torajirō aiaigasa)
- 1987: Tora-san geht nach Norden (Otoko wa tsurai yo: Shiretoko bojō)
- 1991: Liebe braucht keine Worte (Musuko)
- 2002: Samurai in der Dämmerung (Tasogare Seibei)
- 2004: Das verborgene Schwert (Kakushi Ken: Oni no Tsume)
- 2006: Love and Honor – Bushi no ichibun (Bushi no ichibun)
- 2008: Kabei
- 2009: Otōto
- 2010: Kyōto Uzumasa Monogatari
- 2013: Tokyo Kazoku
- 2014: The Little House (Chīsai Ouchi)
- 2015: Haha to Kuraseba
- 2016: Kazoku wa Tsurai yo